# 朝日が丘 (名古屋市)
朝日が丘（あさひがおか）は、愛知県名古屋市名東区の地名。丁番を持たない単独町名である。住居表示未実施。

## 地理
名古屋市名東区北東端部に位置する。東は長久手市塚田・平池、西は富が丘・藤が丘、南と西は照が丘に接する。

## 歴史

### 町名の由来
東側が傾斜する地であり、朝日が美しく見えることから付けられたという。

### 沿革
- 1970年（昭和45年）7月30日 - 千種区猪高町大字藤森の一部により、同区朝日が丘として成立[1]。
- 1975年（昭和50年） - 名東区に編入され、同区朝日が丘となる[3]。

## 世帯数と人口
2019年（平成31年）4月1日現在の世帯数と人口は以下の通りである。
| 町丁     | 世帯数  | 人口    |
| -------- | ------- | ------- |
| 朝日が丘 | 731世帯 | 1,278人 |

### 人口の変遷
国勢調査による人口の推移
| 2000年（平成12年） | 1,229人 | [ WEB 6 ] |  |
| 2005年（平成17年） | 1,161人 | [ WEB 7 ] |  |
| 2010年（平成22年） | 1,201人 | [ WEB 8 ] |  |
| 2015年（平成27年） | 1,400人 | [ WEB 9 ] |  |

## 学区
市立小・中学校に通う場合、学校等は以下の通りとなる。また、公立高等学校に通う場合の学区は以下の通りとなる。
| 番・番地等 | 小学校                 | 中学校               | 高等学校 |
| ---------- | ---------------------- | -------------------- | -------- |
| 全域       | 名古屋市立藤が丘小学校 | 名古屋市立藤森中学校 | 尾張学区 |

## 交通

### 鉄道
- 当地内に駅はない。最寄り駅は藤が丘駅（名古屋市営地下鉄東山線・愛知高速交通東部丘陵線（リニモ））。

### 道路
- 愛知県道6号力石名古屋線[注釈 2]

## 施設
- 名古屋市交通局藤が丘工場[2]
- 藤ヶ丘団地[2]
- 藤が丘愛昇殿

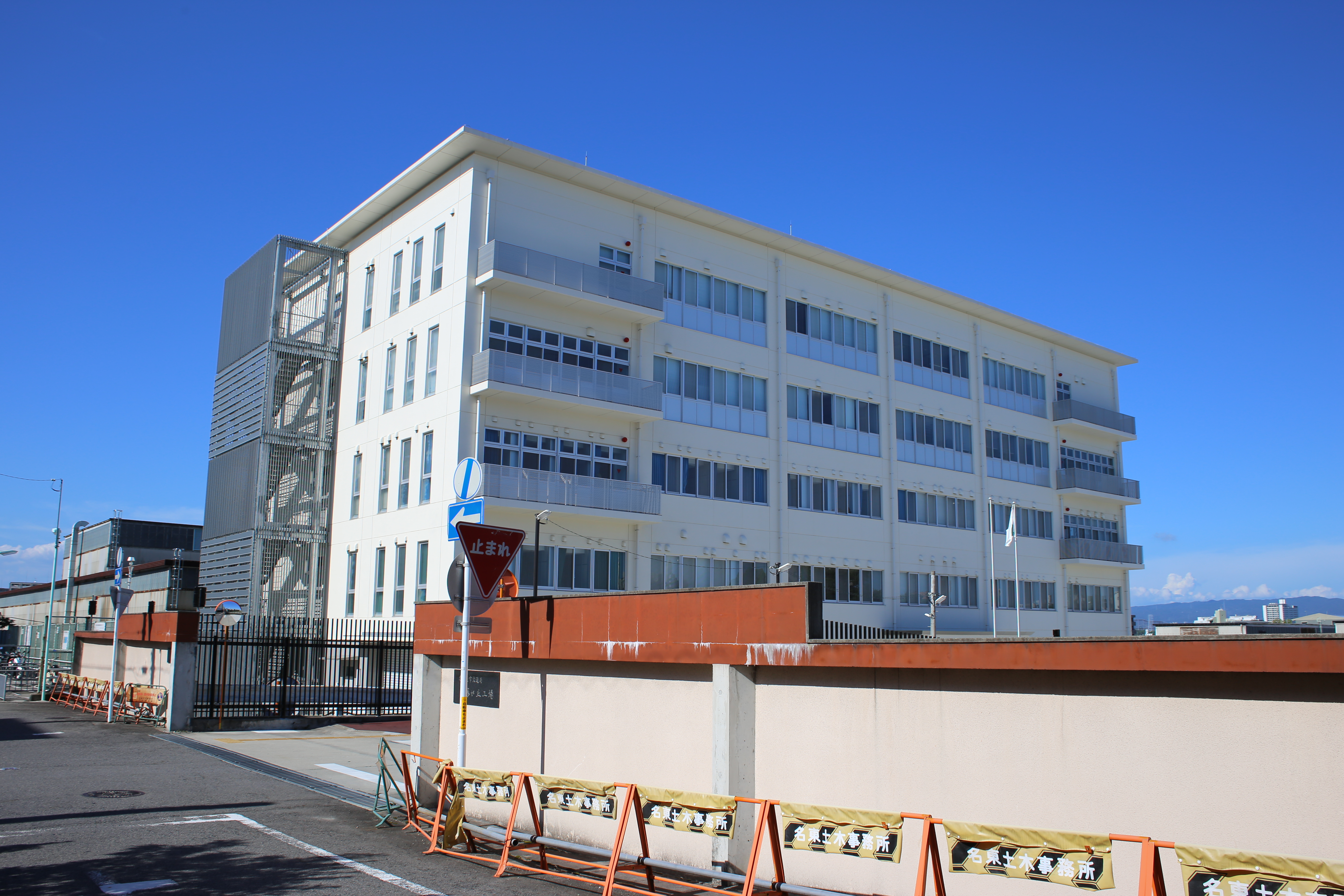
名古屋市交通局藤が丘工場（2015年7月）

## その他

### 日本郵便
- 郵便番号 : 465-0041[WEB 3]（集配局：名東郵便局[WEB 12]）。